# Hieracium cryptanthum
Hieracium cryptanthum es una especie de planta con flor del género Hieracium, de la familia Asteraceae, orden Asterales.

## Distribución
Hieracium cryptanthum se distribuye por Francia y España.

## Taxonomía
Fue descrita científicamente por Arv.-Touv. & Marc d'Aym. Fue publicada en Rev. Bot. Bull. Mens.